# AND1
AND1은 1993년 8월 31일 창립된 미국의 스포츠 의류 회사이다. 주로 농구 신발이나 농구 의류를 생산하고 있다.

## AND1 믹스테이프 투어
AND1 믹스테이프 투어는 AND1이 개최하는 길거리 농구 대회로, 참여한 저명한 농구 선수 중에는 스킵 투 마이 루, 메인 이벤트, 더 프로페서, 핫 소스, 스파이다, 50, AO 등이 있다.